# 硫乙醯胺
硫乙醯胺（化学式：C2H5NS），是一種有機硫化合物。白色晶體，可溶於水。它可作為有機或無機化學合成反應中硫離子之提供來源。是一種典型的硫代醯胺。硫乙醯胺具惡臭，為致癌物質。

## 配位化學
硫乙醯胺被廣泛運用在傳統的定性分析上，作為在原位的硫離子來源。它在含有金屬離子的水溶液添加硫乙醯胺溶液會產生以下反應，形成金屬硫化物：
M2+  +  CH3C(S)NH2  +  H2O   →   MS  +  CH3C(O)NH2  +  2 H+  (M = Ni, Pb, Cd, Hg)
當金屬離子為軟三價離子 (As3+, Sb3+, Bi3+) 以及單價離子 (Ag+, Cu+)時，將出現沉澱。

## 製備
藉由乙醯胺與五硫化二磷反應，可生成硫乙醯胺。下面是其理想反應式：
CH3C(O)NH2  +  1/4 P4S10   →   CH3C(S)NH2  +  1/4 P4S6O4

## 結構
在其分子結構中，C2NH2S 部分是平面狀的，C-S鍵和C-N鍵鍵長分別為1.713以及1.324 Å，顯示其皆為雙鍵。

## 毒性
硫乙醯胺是2B類的致癌物質。
已知對暴露在其中的動物具有肝毒性。這可藉由其體內酵素的變化確認，包括血清中的谷丙转氨酶、天冬氨酸氨基轉移酶和天門冬胺酸的濃度顯著提升。